# بخش گیبسون (شهرستان مرسر، اوهایو)
بخش گیبسون (به انگلیسی: Gibson Township) یک منطقهٔ مسکونی در ایالات متحده آمریکا است که در شهرستان مرسر، اوهایو واقع شده‌است.
 بخش گیبسون ۵۸٫۴ کیلومتر مربع مساحت و ۱٬۸۶۹ نفر جمعیت دارد و ۲۹۹ متر بالاتر از سطح دریا واقع شده‌است.